# Eva Wahlström
Eva Wahlström (Loviisa, 30 de octubre de 1980) es una boxeadora finlandesa que estuvo en activo entre 2010 y 2020. Ocupó el título femenino de peso superpluma del CMB de 2015 a 2020 y a nivel regional el título europeo femenino de peso superpluma de 2012 a 2015. Como aficionada, ganó una medalla de plata en la división de peso ligero en los Campeonatos de Europa Femeninos de 2004 y 2005, y representó a Finlandia en los Campeonatos del Mundo Femeninos de 2006. Es la boxeadora profesional más exitosa de Finlandia hasta la fecha, siendo la primera y única finlandesa que ha ganado un título mundial de uno de los cuatro principales organismos sancionadores del boxeo.

## Carrera

### Amateur
Wahlström comenzó a boxear alrededor de los quince años, representando al club deportivo Loviisan Riento. Su carrera amateur fue muy exitosa, con diez medallas de oro consecutivas en los campeonatos nacionales de Finlandia (1999-2008), cuatro oros en los campeonatos nórdicos (2003-2005, 2007) y dos platas en los campeonatos europeos (2004 y 2005).

### Profesional
Tras su dilatada carrera como aficionada, Wahlström debutó como profesional el 26 de marzo de 2010, anotando una parada en el tercer asalto sobre Irina Boldea. El 21 de mayo de 2011, Wahlström luchó contra Milena Koleva hasta un empate dividido en seis asaltos. Wahlström ganó su primer gran campeonato regional, el título femenino vacante del peso superpluma, el 31 de marzo de 2012, derrotando a Agota Ilko por decisión unánime (UD) en diez asaltos.
Durante el verano de 2012, Wahlström sufrió una embolia pulmonar, que requirió una medicación que puso en peligro su carrera. Tras pasar la mayor parte de 2013 recuperándose, volvió al ring el 7 de diciembre para enfrentarse a la ex medallista de kickboxing, K-1 y Muay Thai Anna Sikora, a la que derrotó con facilidad en una DU de seis asaltos. Wahlström hizo una defensa de su título europeo el 16 de agosto de 2014, ganando una DU de diez asaltos sobre Djemilla Gontaruk.
El 25 de abril de 2015, Wahlström derrotó a Natalia Vanesa del Valle Aguirre en una UD a diez asaltos. Al hacerlo, ganó el título vacante de peso superpluma femenino del CMB y se convirtió en la primera boxeadora finlandesa de la historia en ganar un título mundial importante. Su primera defensa del título fue exitosa, ya que ganó una UD de diez asaltos sobre Dahiana Santana el 18 de marzo de 2016.
En septiembre de 2018, se anunció que Walhström se enfrentaría a Firuza Sharipova en defensa de su título del CMB, así como del título de la IBO de Sharipova. Sin embargo, debido a la lesión de Sharipova, la pelea se retrasó hasta que finalmente se canceló. En su lugar, Wahlström se enfrentó a la irlandesa Katie Taylor el 15 de diciembre de 2018 en el Madison Square Garden de la ciudad de Nueva York. Taylor defendió sus títulos de peso ligero femenino de la AMB y la FIB contra Wahlström, que tuvo que cambiar de categoría de peso para el combate y, por tanto, no tenía en juego su título de peso superpluma del CMB. Taylor ganó los diez asaltos.
En agosto de 2019, Wahlström retuvo su título de peso superpluma del CMB en un reñido combate con Ronica Jeffrey. En febrero de 2020 perdió su título ante Terri Harper. Un mes después, Wahlström confirmó los informes de los medios de comunicación de que se había retirado. De 27 combates profesionales, había ganado 23, perdido dos y dos fueron empates.

## Vida personal
Wahlström es finlandesa-sueca. Tiene dos hermanos mayores.
Wahlström se casó con el boxeador profesional finlandés Niklas Räsänen en septiembre de 2016. Tienen un hijo (nacido en 2021) y ambos tienen un hijo de sus relaciones anteriores. El hijo mayor de Eva, Leon (nacido en 2009), ganó una medalla de bronce en los campeonatos nacionales de boxeo junior. La familia reside en Porvoo.
Fuera del boxeo, Wahlström apareció como entrenadora personal de concursantes en el reality finlandés Suurin pudottaja (en las temporadas de primavera de 2006 y otoño de 2007), una versión finlandesa de The Biggest Loser, con el nadador Jani Sievinen.

## Combates realizados
| Número | Resultado | Récord | Oponente                         | Método             | Fecha                    | Ronda | Localización |
| ------ | --------- | ------ | -------------------------------- | ------------------ | ------------------------ | ----- | ------------ |
| 27     | Derrota   | 23–2–2 | Terri Harper                     | Decisión (unánime) | 8 de febrero de 2020     | 10    | Sheffield    |
| 26     | Victoria  | 23–1–2 | Consolata Musanga                | Decisión (unánime) | 30 de noviembre de 2019  | 8     | Salo         |
| 25     | Empate    | 22–1–2 | Ronica Jeffrey                   | SD                 | 2 de agosto de 2019      | 10    | Paradise     |
| 24     | Derrota   | 22–1–1 | Katie Taylor                     | Decisión (unánime) | 15 de diciembre de 2018  | 10    | Nueva York   |
| 23     | Victoria  | 22–0–1 | Melissa St. Vil                  | Decisión (unánime) | 6 de abril de 2018       | 10    | Helsinki     |
| 22     | Victoria  | 21–0–1 | Irma Balijagic Adler             | Decisión (unánime) | 26 de agosto de 2017     | 8     | Savonlinna   |
| 21     | Victoria  | 20–0–1 | Mayra Alejandra Gómez            | Decisión (unánime) | 6 de mayo de 2017        | 10    | Turku        |
| 20     | Victoria  | 19–0–1 | Anahí Ester Sánchez              | Decisión (unánime) | 17 de diciembre de 2016  | 10    | Helsinki     |
| 19     | Victoria  | 18–0–1 | Jasmina Nadj                     | Decisión (unánime) | 13 de agosto de 2016     | 8     | Savonlinna   |
| 18     | Victoria  | 17–0–1 | Dahiana Santana                  | Decisión (unánime) | 18 de marzo de 2016      | 10    | Espoo        |
| 17     | Victoria  | 16–0–1 | Gina Chamie                      | Decisión (unánime) | 21 de noviembre de 2015  | 8     | Helsinki     |
| 16     | Victoria  | 15–0–1 | Everline Odero                   | Decisión (unánime) | 8 de agosto de 2015      | 8     | Savonlinna   |
| 15     | Victoria  | 14–0–1 | Natalia Vanesa del Valle Aguirre | Decisión (unánime) | 25 de abril de 2015      | 10    | Helsinki     |
| 14     | Victoria  | 13–0–1 | Fatuma Zarika                    | Decisión (unánime) | 15 de noviembre de 2014  | 8     | Kotka        |
| 13     | Victoria  | 12–0–1 | Halanna Dos Santos               | Decisión (unánime) | 20 de septiembre de 2014 | 6     | Helsinki     |
| 12     | Victoria  | 11–0–1 | Djemilla Gontaruk                | Decisión (unánime) | 16 de agosto de 2014     | 10    | Savonlinna   |
| 11     | Victoria  | 10–0–1 | Karina Kopinska                  | Decisión (unánime) | 9 de mayo de 2014        | 6     | Helsinki     |
| 10     | Victoria  | 9–0–1  | Anna Sikora                      | Decisión (unánime) | 7 de diciembre de 2013   | 6     | Espoo        |
| 9      | Victoria  | 8–0–1  | Agota Ilko                       | Decisión (unánime) | 31 de marzo de 2012      | 10    | Espoo        |
| 8      | Victoria  | 7–0–1  | Zsofia Bedo                      | Decisión (unánime) | 21 de enero de 2012      | 8     | Seinäjoki    |
| 7      | Victoria  | 6–0–1  | Marisol Reyes                    | TKO (golpes)       | 23 de septiembre de 2011 | 7 (8) | Helsinki     |
| 6      | Empate    | 5–0–1  | Milena Koleva                    | SD                 | 21 de mayo de 2011       | 6     | Seinäjoki    |
| 5      | Victoria  | 5–0    | Kristine Shergold                | Decisión (unánime) | 4 de marzo de 2011       | 6     | Helsinki     |
| 4      | Victoria  | 4–0    | Nacera Baghdad                   | Decisión (unánime) | 27 de noviembre de 2010  | 6     | Helsinki     |
| 3      | Victoria  | 3–0    | Nadezhda Manakova                | RTD                | 4 de septiembre de 2010  | 5 (6) | Helsinki     |
| 2      | Victoria  | 2–0    | Zsofia Bedo                      | Decisión (unánime) | 11 de mayo de 2010       | 4     | Kirkkonummi  |
| 1      | Victoria  | 1–0    | Irina Boldea                     | TKO (golpes)       | 26 de marzo de 2010      | 3 (4) | Helsinki     |

## Enlaces personales
- Eva Wahlström en Facebook
- Eva Wahlström en Instagram

- Datos: Q4990099
- Multimedia: Eva Wahlström / Q4990099

- Esta obra contiene una traducción  derivada de «Eva Wahlström» de Wikipedia en inglés, publicada por sus editores bajo la Licencia de documentación libre de GNU y la Licencia Creative Commons Atribución-CompartirIgual 4.0 Internacional.